# Synema camerunense
Synema camerunense là một loài nhện trong họ Thomisidae.
Loài này thuộc chi Synema. Synema camerunense được Maria Dahl miêu tả năm 1907.